# Аинедузи (зеркальное искусство)
Белуджское искусство Аинедузи (перс. هنر آینه دوزی بلوچی‎) — один из традиционных видов прикладного искусства в Иране.

## История
Вероятнее всего, искусство Аинедузи из провинции Белуджистан в Пакистане достигло иранского Систана, где оно смешалось с иранской оригинальной культурой. Это искусство достигло своего рассвета в Иране в период Сефевидов.
Зеркальное искусство, да и в целом все искусства, предназначенные широкому кругу людей, имеют большое значение для непосредственной передачи культуры людей, и по сравнению с архитектурой и изобразительным искусством на заказ, такие мастера более свободны в своем творчестве.

## Особенности
Вышивание с использованием разноцветных нитей, где главным элементом являются небольшие зеркала на разном или одинаковом расстоянии друг от друга, на национальной одежде, жилетке, ремнях и настенных подвесках называется аинедузи. Аинедузи также известно как секкедузи (вышивание с монетами) и докмедузи (вышивание с пуговицами). Это искусство особенно красиво в провинции Систан и Белуджистан, и систанские мастера наряду с использованием зеркал, также применяют крупные бусы, тесьму, пуговицы и бисер различной формы, а вышивание с зеркалами нередко идет вместе с обычным вышиванием иглой (сузандузи).
Забул, Систан и Балуджистан – главные районы, откуда это искусство берет свое начало, а в других областях оно менее выражено. Аинедузи на местном диалекте называют Саманом.

Среди коренного населения много поклонников данного искусства, и основным его применением является украшение нового убранства невесты, комнат, домов, а также используется для декора одежды.

Аинедузи – это очень красивое искусство, при котором используются зеркала различных размеров для украшения кожи или ткани у таких предметов, как крепления лошадей или верблюдов, либо ошейника для коз, например, лидер стада украшается зеркалами из раковин моллюсков и крупными бусинами, поскольку зеркало является отражением реальности и может вернуть любой сглаз тому, от кого он исходит. Из-за последней особенности аинедузи используется в традиционной культуре иранского шитья и для украшательства одежды, да и какая другая вещь может использоваться в качестве защитного талисмана от зла. В Систане и Белуджистане зеркала наряду с монетами вшиваются на женские платья или мужские шляпы, и, конечно же, белуджские женщины обычно вшивают зеркала на темной поверхности в сопровождении с обычной игольной вышивкой, рисуя образ солнца в пустыне, поскольку пустыня все покрывает собой, солнце светит, и пустыня кажется чёрной. Такой философский подход превратил обычное зеркальное искусство среди белуджского народа в их святое искусство, поскольку оно отражает окружающую их среду. Зеркало вшивается в одежду двумя способами: каймой или обметочным стежком, но сегодня рамочные зеркала, которые создаются в соседнем Пакистане, появились в изобилии и на базарах Ирана. Вышивание этих зеркалах не имеет художественной цели, только в некоторых случаях оно может использоваться для украшения таких предметов, как подушки, скатерти, сумки. Аинедузи также применяется на национальной одежде, жилетах, ремнях и настенных подвесках.

## Материалы и инструменты
Зеркала небольшого диаметра квадратной или круглой формы

Пряжа: продается в виде небольших катушек на базаре, состоит из шести нитей, такая пряжа очень разнообразна по цвету и проста в использовании. Шелковая нить: самая известная нить, используемая в Иране, продается также в виде катушек.

Вышивальные иглы можно найти по следующим названиям на рынках Ирана:

1. Игла Кревел (Crewel): специальная игла для вышивания, иглой кревел под номером 9 возможно сшить один слой из пряжи, а нулевого номера использовать для более тонкой нити.

2. Синельная игла: для вышивания на толстых и грубых тканях (используется 14 или 17 номер).
В аинедузи используются такие ткани, как лавсан, бархатный сатин, замша.

## Способ вышивания
Сначала расставляем зеркала на ткани в задуманном порядке, затем крепим эти зеркала временными закрепками, а после закрепляем их обметочными стежками.